# عقد 400 هـ
عقد 400 هـ هو الفترة بين عام 400 إلى 409 في التقويم الهجري، أي العشر سنوات الأولى من القرن الخامس الهجري.